# Citypark
CITYPARK é um estádio específico para futebol, em St. Louis, Missouri do St. Louis City Soccer Club da Major League Soccer. O estádio tem capacidade para atender 22.500 pessoas.
O estádio é localizado próximo ao Union Station no bairro de Downtown West.

## História
Em fevereiro de 2016, a MLS começou a procurar um local no centro da cidade que pudesse abrigar um estádio específico de futebol. Um dos locais pesquisados havia sido planejado para um estádio para o St. Louis Rams antes de o time de futebol voltar para Los Angeles.
Em 17 de fevereiro de 2016, um grupo exploratório de empresários locais que se autodenominam "MLS2STL" se formou com o objetivo de trazer uma franquia da MLS para St. Louis. Entre seus membros estavam o presidente do St. Louis Cardinals, Bill DeWitt III, o presidente do UniGroup Jim Powers, o CEO do St. Louis Blues, Chris Zimmerman, o proprietário do Saint Louis FC, Jim Kavanaugh e Dave Peacock, ex-presidentes da Anheuser-Busch que recentemente co-presidiu a mal sucedida busca do estádio da NFL.
Em 9 de outubro de 2018, o grupo "MLS 4 The Lou" anunciou uma nova proposta para construir um estádio específico de futebol no  terreno próximo ao Union Station. O novo grupo de propriedade foi liderado pela família Taylor, fundadores da Enterprise Holdings sediada em St. Louis e Jim Kavanaugh, CEO da World Wide Technology sediada em St. Louis e proprietário do clube da USL Championship Saint Louis FC . Os membros da família Taylor que formavam o grupo tornariam o time majoritariamente feminino, o primeiro da liga e um dos poucos grupos controlados por mulheres em todos os esportes profissionais. Dada a participação de Kavanaugh na candidatura da MLS e no Saint Louis FC, muitas pessoas presumiram que a nova equipe da MLS herdaria a identidade do Saint Louis FC, semelhante a outras expansões recentes da MLS . Contudo. o grupo de propriedade da equipe esclareceu que este não é o caso.
Em 18 de abril de 2019, o MLS Board of Governors aprovou uma proposta de expansão para 30 equipes. Isso foi seguido pelo lançamento de novas renderizações de estádio. Em 20 de agosto de 2019, a MLS anunciou que aprovou St. Louis como a 28ª franquia da liga, com a equipe prevista para entrar na temporada de 2023. A construção do local do estádio começou em fevereiro de 2020 com o fechamento das rampas de saída 39 e 38B que cruzavam o local.
Em fevereiro de 2023, o St Louis City anunciou que vendeu o naming rights para a Corporação Centene. Entretanto, devido a uma crise financeira a Centene cancelou o acordo, o estádio foi renomeado para Citypark (estilizado CITYPARK).
O estádio estreou em Novembro de 2022 com um amistoso entre o St. Louis City 2 e o Bayer 04 Leverkusen.